# William Brett, 1:e viscount Esher

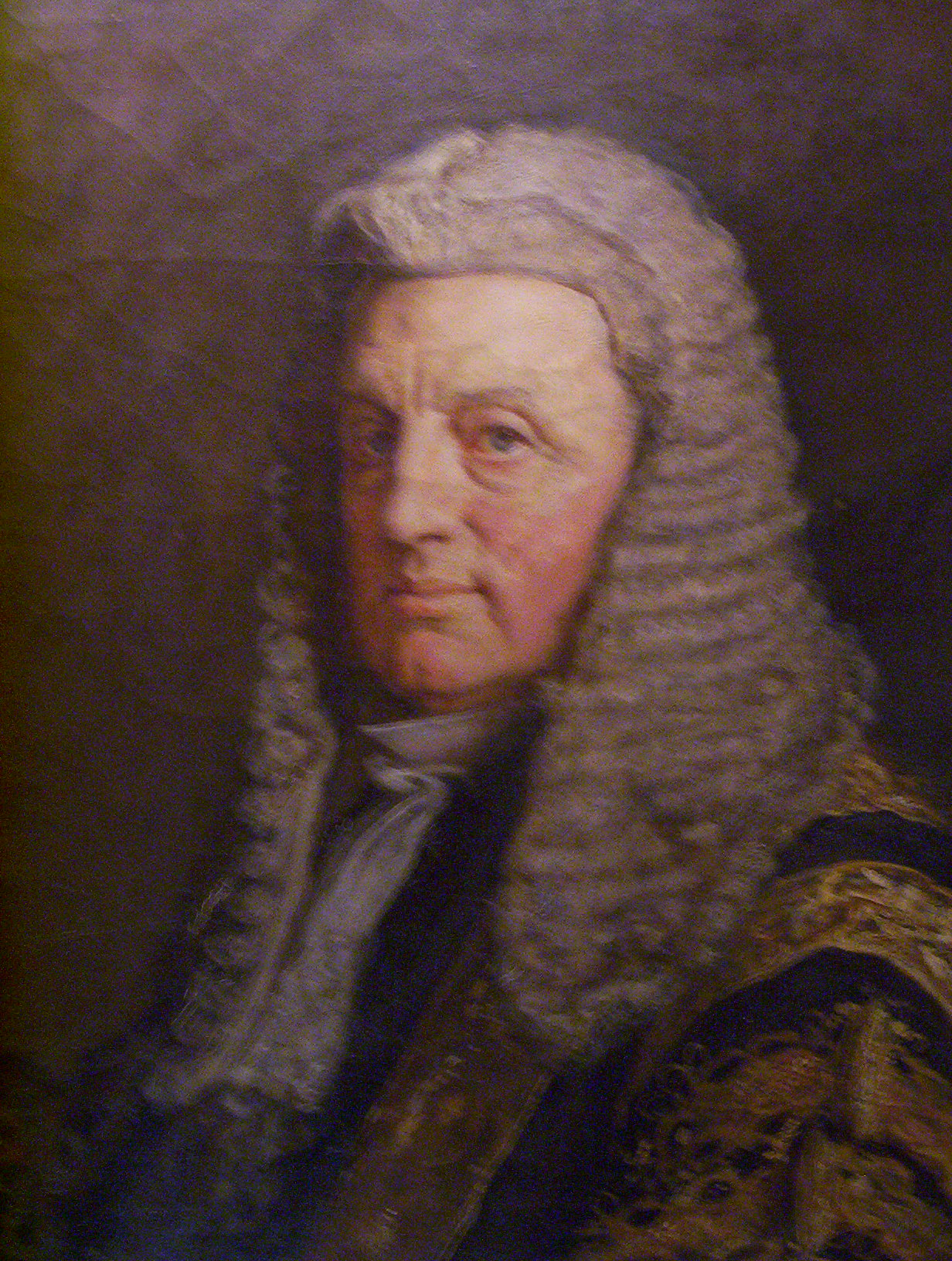
William Brett, 1:e viscount Esher.

William Baliol Brett, 1:e viscount Esher, född den 13 augusti 1817, död den 24 maj 1899, var en engelsk jurist, far till Reginald Brett, 2:e viscount Esher.
Brett började sin advokatverksamhet 1840, invaldes 1866 i underhuset och slöt sig där till det liberala partiet. År 1868 blev han solicitor general och adlades samt innehade sedan flera höga domarämbeten, till dess han 1883 utnämndes till riksarkivarie (master of the rolls). År 1885 blev han peer som baron Esher. Som domare var Brett känd för sin stränghet och sin sarkastiska tunga; i parlamentet utövade han stort inflytande i lagstiftningsfrågor. Då han 1897 tog avsked, upphöjdes han till viscount, vilken värdighet sedan Cokes tid aldrig tilldelats någon domare för enbart juridiska förtjänster.